# 11685 Adamcurry
11685 Adamcurry è un asteroide della fascia principale. Scoperto nel 1998, presenta un'orbita caratterizzata da un semiasse maggiore pari a 2,3691430 au e da un'eccentricità di 0,0979191, inclinata di 5,04698° rispetto all'eclittica.
L'asteroide è dedicato allo studente statunitense Adam Michael Curry.